# بذرالبنج
بذرالبنج، بنگ دانه (نام علمی: Hyoscyamus niger) نام یک گونه از سرده بذرالبنج است. گیاهی سمی و دارای خواص محرک است. در طب سنتی از برگهای خشک آن استفاده می‌شده‌است. احتمالاً اثرات محرک اعصاب شبیه شابیزک و تاتوره دارد.
در جادوگری به همراه گیاهان دیگر در ساخت معجون جادوگری کاربرد داشته و اثراتی چون افزایش ادراک و حس پرواز در حالت خلسه برای آن قائل شده‌اند.
در طب سنتی از ۱٫۵ تا ۳ گرم پودر خشک گیاه استفاده می‌شده‌است دوز کشنده آن برای انسان مشخص نیست.
از بذر این گیاه برای ساخت تسبیح استفاده می‌شود و به اثرات رفع چشم زخم و از بین بردن سموم برای آن قائل هستند. گاهی به این نوع تسبیح «سندلوس شور» هم گفته می‌شود.

## کاربرد های گیاه بذرالبنج ( بنگ دانه )
گل بذرالبنج (بنگ دانه) Hyoscyamus niger به‌دلیل ترکیبات شیمیایی فعال موجود در خود، در طب سنتی و پزشکی برای درمان برخی از مشکلات به‌کار می‌رود. این گیاه خاصیت‌های دارویی زیادی دارد که می‌توان به موارد زیر اشاره کرد:
1. مسکن درد: گل بذرالبنج دارای ترکیباتی مانند هیوسامین و اسکوبولامین است که به‌عنوان مسکن‌های طبیعی برای کاهش دردهای شدید و مزمن استفاده می‌شوند. این گیاه در کاهش دردهای عصبی، دردهای مفصلی و میگرن مؤثر است.
2. ضد اسپاسم: بنگ دانه به‌عنوان یک ضد اسپاسم طبیعی برای کاهش انقباضات عضلانی و گوارشی مفید است. این ویژگی آن را برای درمان مشکلاتی مانند دردهای معده، کولیک‌های گوارشی و مشکلات مشابه کاربردی می‌سازد.
3. کاهش اضطراب و استرس: عصاره گل بذرالبنج به‌عنوان یک آرام‌بخش طبیعی شناخته می‌شود. این گیاه می‌تواند به کاهش اضطراب، استرس و بهبود کیفیت خواب کمک کند و برای درمان بی‌خوابی مفید باشد.
4. درمان بیماری‌های تنفسی: در طب سنتی، از این گیاه برای درمان مشکلات تنفسی مانند آسم و برونشیت استفاده می‌شود. بنگ دانه خاصیت ضد التهاب دارد که به بهبود مشکلات تنفسی کمک می‌کند.
5. ضد افسردگی: برخی تحقیقات نشان داده‌اند که گل بذرالبنج می‌تواند خاصیت ضد افسردگی نیز داشته باشد. از این گیاه به‌عنوان یک درمان تکمیلی در مقابله با افسردگی‌های خفیف تا متوسط استفاده می‌شود.
6. آرام‌بخش عضلات: این گیاه می‌تواند به تسکین انقباضات و تنش‌های عضلانی کمک کرده و در کاهش دردهای عضلانی و بهبود حرکت عضلات مؤثر باشد.

استفاده از گل بذرالبنج به‌دلیل داشتن ترکیبات سمی باید با احتیاط و زیر نظر پزشک انجام شود. مصرف بی‌رویه یا نادرست این گیاه می‌تواند عوارض جانبی جدی ایجاد کند.

## نگارخانه

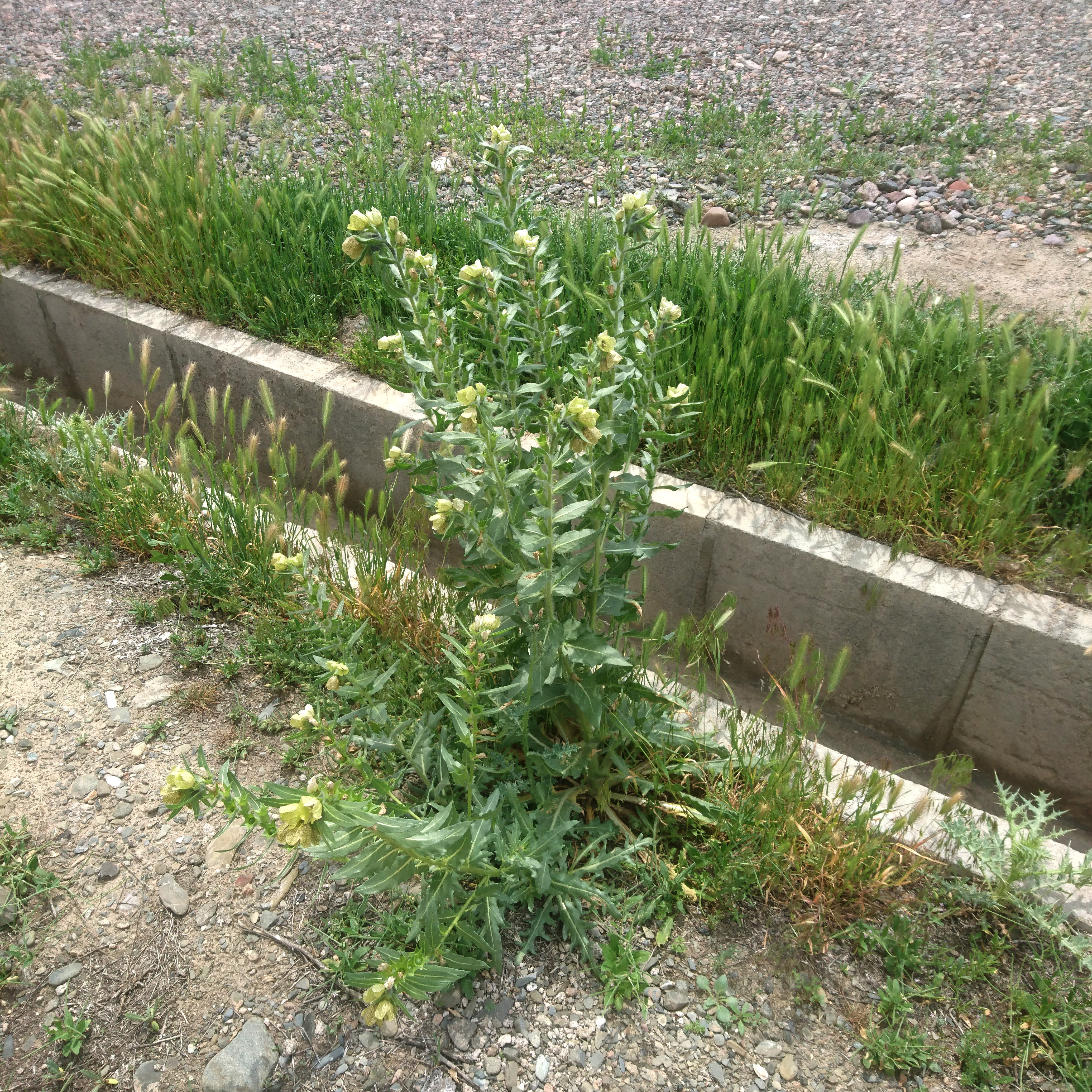
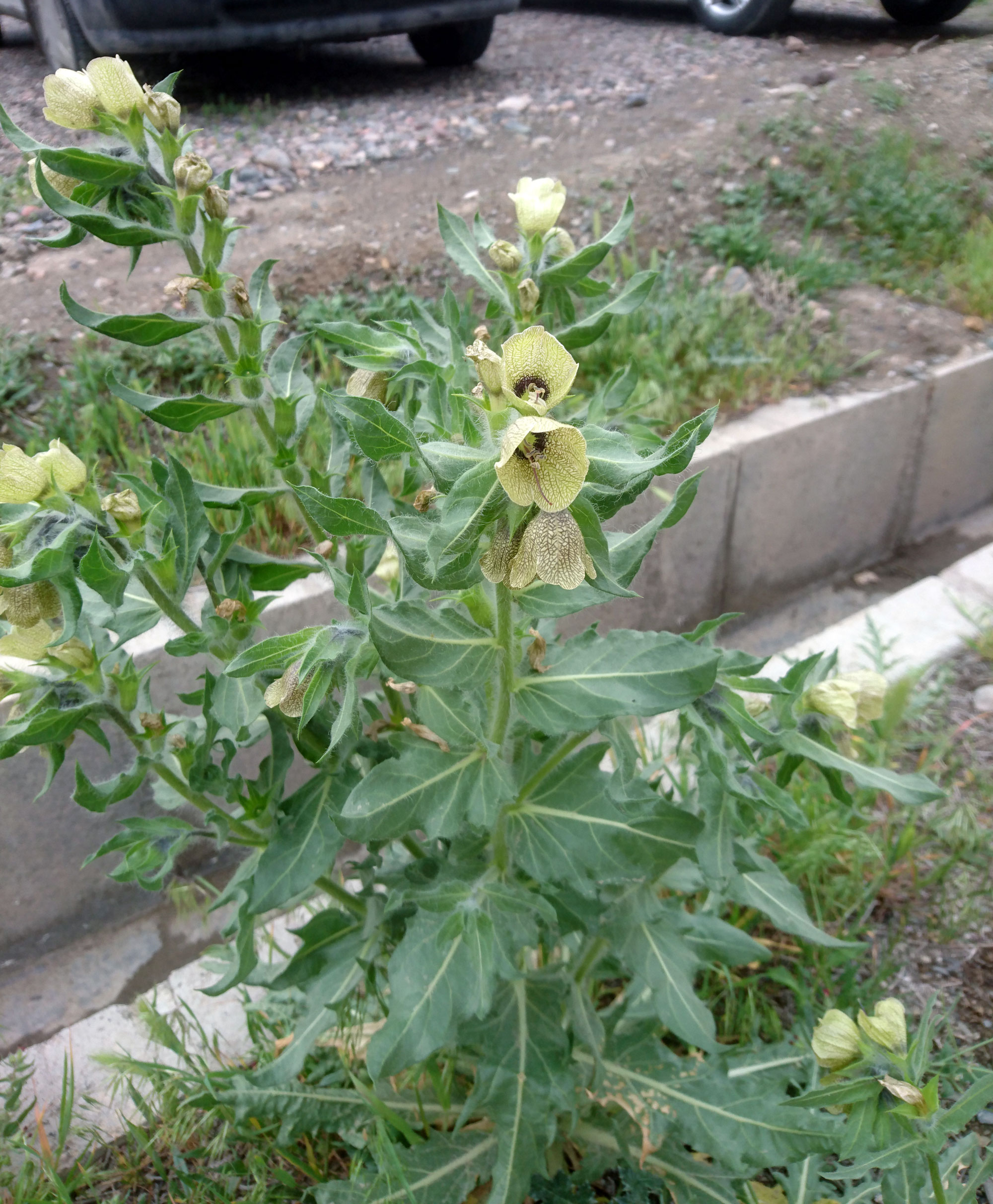
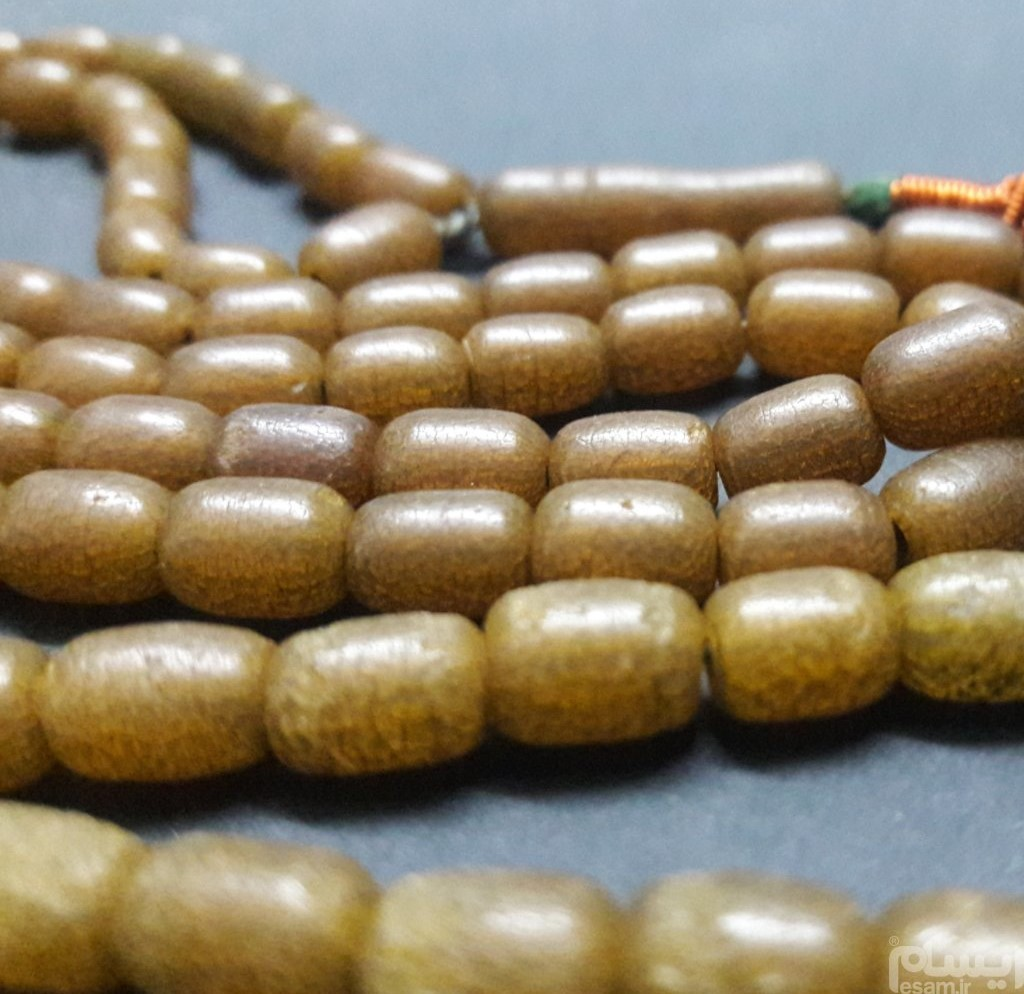
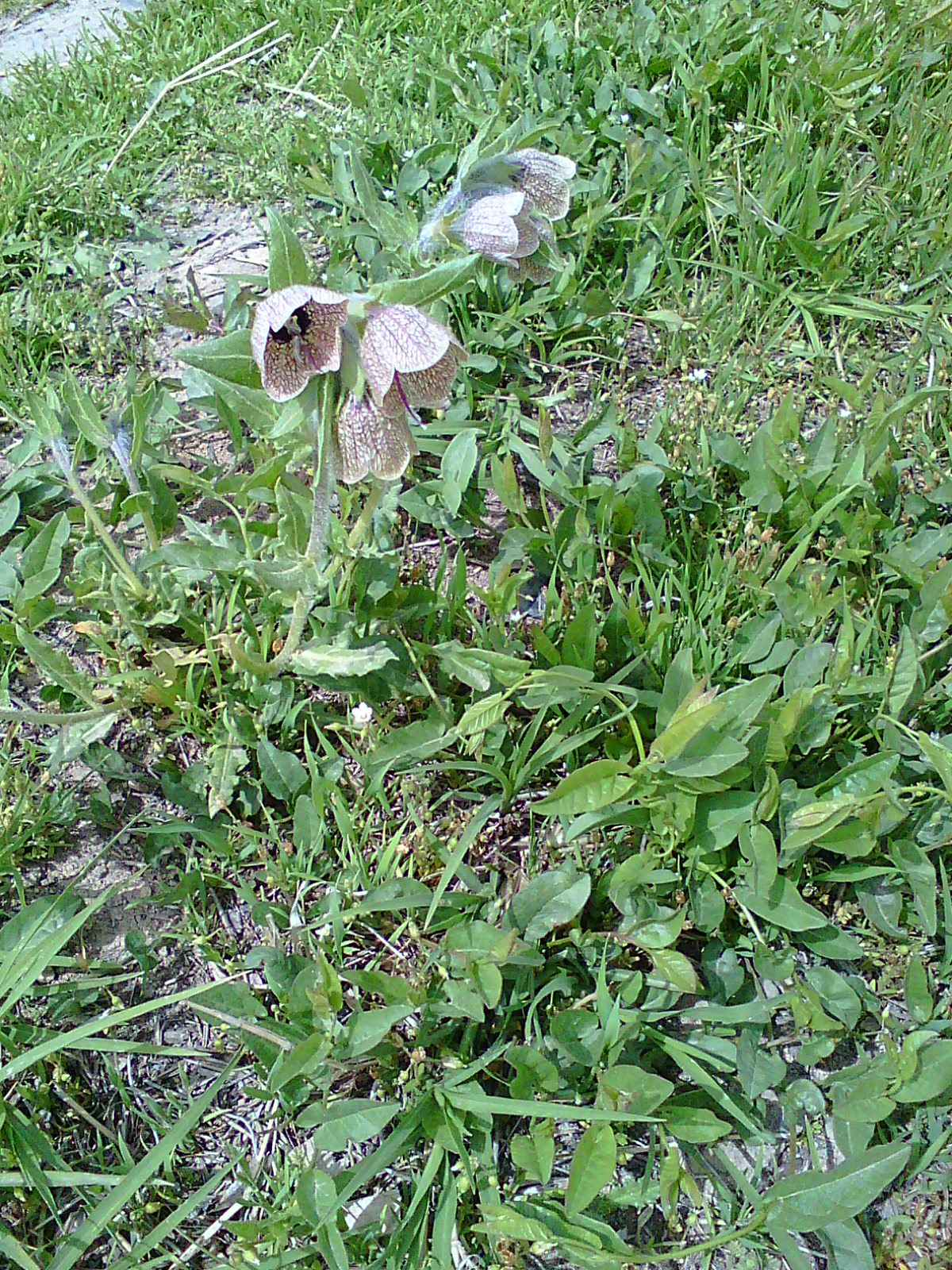